# Trigonocerina flaviventris
Trigonocerina flaviventris är en tvåvingeart som beskrevs av Lindner 1964. Trigonocerina flaviventris ingår i släktet Trigonocerina och familjen vapenflugor. Inga underarter finns listade i Catalogue of Life.